# هجوم إنديليمان 2019
في 1 نوفمبر 2019 وقع إطلاق نار جماعي في موقع للجيش في منطقة ميناكا بمالي، مما أسفر عن مقتل 53 جنديًا ومدنيًا. أعلن تنظيم الدولة الإسلامية مسؤوليته عن الهجوم.